# Giovanni di Vico
Giovanni di Vico (... – 1366) fu ghibellino, prefetto di Roma, e signore di Amelia, Blera, Bolsena, Civitavecchia, Corneto, Narni, Orvieto, Ronciglione, Sipicciano, Terni, Tolfa, Tuscania, Vallerano, Vetralla e Vignanello.

## Biografia

### Gli inizi
Giovanni III di Vico nasce da Manfredo, dei signori di Vico e prefetti di Roma. Le prime notizie risalgono al dicembre 1332, quando, insieme al fratello Faziolo, a Sutri, fece atto di sottomissione al legato pontificio Filippo di Cambarlhac. Immediatamente dopo il figlio Francesco si ammalò gravemente e Giovanni fece il voto di fargli prendere il saio francescano in caso di guarigione. Tuttavia, gli amici lo convinsero a cambiare parere e gli fecero promettere la somma di 500 ducati al convento di San Francesco di Viterbo e la costruzione di una nuova porta per la chiesa.

### L'inizio della carriera prefettizia
Nel 1337, alla morte del padre Manfredo, gli successe nella carica di prefetto di Roma. Nell'aprile del 1338 entrò a Viterbo alla testa dei ghibellini ed uccise con le proprie mani il fratello Faziolo, reo di essere rimasto fedele al papa. Il regime guelfo venne rovesciato e Giovanni, impadronitosi della signoria della città, fu nominato vicario dell'imperatore Ludovico il Bavaro nel Patrimonio di San Pietro. Nel 1342 il vicariato di Viterbo gli fu confermato da papa Clemente VI.
Già nell'agosto del 1343, però, entrò in contrasto con il pontefice perché aveva avviato la costruzione di una fortezza nei pressi di Vetralla. Il contrasto durò fino al 1344, quando iniziò a devastare il Patrimonio per far sollevare i territori contro la Santa Sede. Per questo motivo incorse nelle censure ecclesiastiche.
L'anno successivo inviò ad Orvieto il fratello Sciarra con alcune compagnie di soldati ad aiutare i Monaldeschi della Cervara contro i Monaldeschi della Vipera  ed il rettore del patrimonio. A fine maggio i ghibellini entrarono trionfalmente in città.
Nel 1346 fu di nuovo al fianco di Corrado Monaldeschi contro i pontifici. Nell'occasione riuscì ad occupare Piansano, Bagnorea e Toscanella. Il suo controllo su Viterbo era tale che i suoi sostenitori arrivarono al punto di erigere sulla piazza del Comune un'aquila ghibellina che teneva tra gli artigli lo stemma del re di Napoli, il principale sostenitore della causa guelfa. Di fronte a questo simbolo i suoi seguaci si scoprivano il capo, si inginocchiavano, accendevano candele e offrivano incenso. Per questo motivo di lì a poco il prefetto fu accusato di idolatria e di derisione del culto divino.
Nel mese di aprile Giovanni iniziò a rinforzare le difese cittadine costruendo delle bertesche sulle torri della Porticella, della Trinità, di San Faustino, di San Francesco, di Santa Rosa e di San Matteo dell'Abate. I preparativi continuarono fino a giugno, quando entrarono in città le guarnigioni di Canepina e di Bagnaia. Nel mese di agosto il papa ordinò al rettore del Patrimonio di colpire Viterbo con l'interdetto, che doveva durare fino a quando la città non si fosse sollevata contro il di Vico, che fu invitato a comparire ad Avignone davanti alla Curia entro il termine di due mesi, pena la perdita dei feudi e della carica di prefetto.

### Cola di Rienzo

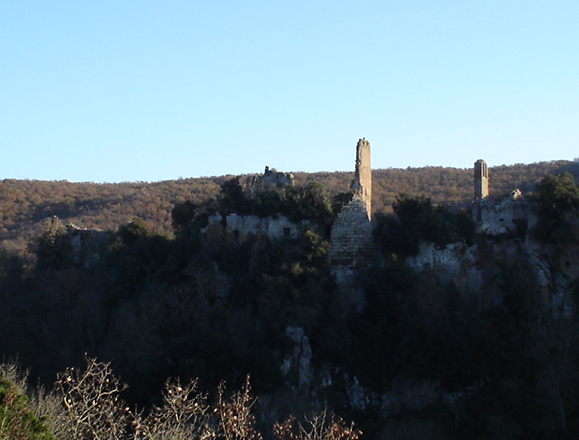
Rocca Respampani, la rocca vecchia

Nel gennaio del 1347, comunque, Giovanni si riappacificò con il rettore del Patrimonio. Però, già nel mese di luglio, sollecitato da Cola di Rienzo a presentarsi in Campidoglio per discutere sulla riforma dello stato di Viterbo e per versare un'imposta, non obbedì all'ingiunzione.
Cola di Rienzo lo dichiarò ribelle alla Chiesa ed al comune di Roma, lo accusò pubblicamente di fratricidio, lo depose dalla carica di prefetto, gli ingiunse la restituzione di Rocca Respampani e gli dichiarò guerra. Il di Vico subì l'assalto di 6 000 fanti e di 1 000 cavalieri provenienti da tutta la provincia del Patrimonio, che devastarono e saccheggiarono le campagne viterbesi.
Chiuso a Viterbo e ridotto allo stremo, fu costretto ad arrendersi da una rivolta popolare. Nel mese di luglio inviò a Roma un emissario per trattare la resa. In cambio della promessa di ubbidienza, della promessa di mandare il figlio Francesco in ostaggio e della restituzione di Respampani, ottenne la restituzione della carica di prefetto, la restituzione dei beni confiscati a Roma, la fine della guerra e la remissione di tutte le condanne. Il trattato fu sottoscritto a metà mese.
Francesco si recò a Roma per essere trattenuto in ostaggio, seguito pochi giorni dopo da Giovanni scortato da 60 uomini. Il prefetto incontrò Cola di Rienzo al Campidoglio, dove gli vennero notificate le clausole del trattato e dove, vestito di bianco e con ramoscelli di ulivo in mano, gli si dovette gettare ai piedi implorando perdono. Giurò fedeltà al Tribuno sul Corpo di Cristo, sulla sua testa e sulla bandiera di San Giorgio. Al termine della cerimonia, comunque, Giovanni fu tratto in carcere.
Ai primi del mese di agosto, dopo che il nuovo castellano di Respampani prese possesso della rocca, Giovanni fu liberato ed ottenne l'investitura di Civitavecchia in cambio di un censo di 200 fiorini l'anno. Rientrato però a Viterbo, il prefetto ricominciò a tramare insieme ai nemici di Cola di Rienzo. Nel mese di novembre, per aiutare il Rienzo contro i suoi nemici, gli inviò 100 cavalli e 500 some di grano. Pochi giorni dopo, accompagnato dal figlio e scortato da 100 cavalieri e 16 nobili della Tuscia, si diresse a Roma per mediare fra Cola di Rienzo, i Colonna e gli Orsini.
Il Rienzo non convinto delle sue intenzioni lo fece arrestare, insieme a Francesco, durante un banchetto. Dopo la scarcerazione, ci fu un altro arresto ed ancora un'altra scarcerazione. Francesco rimase in carcere insieme ai 16 nobili della Tuscia, ma in quei giorni il rettore del Patrimonio, il cardinale di San Marco Bertrando di Deux attaccò Cola di Rienzo che si diede alla fuga.

### Nuova fase nei rapporti tra Giovanni ed il papa
Nel febbraio del 1348 il rettore del Patrimonio gli ordinò di presentarsi ad Anagni per ricomporre i contrasti con la Santa Sede. In quest'occasione promise ai pontifici di vendergli la rocca di Vetralla in cambio di 16 000 fiorini. Il mese successivo, però, con la caduta di Cola di Rienzo, dovette subire la rivolta di Viterbo con la morte di 22 dei suoi sostenitori. Nel frattempo la città venne colpita dalla peste nera.
Il 1350 lo trovò ancora intento a depredare il Patrimonio di San Pietro, di cui era Rettore Jacopo de' Gabrielli da Gubbio, e ad occuparne le piazzeforti, attività che lo vide impegnato anche per tutto l'anno successivo e fino al mese di aprile del 1352, quando il papa Clemente VI lo convocò ad Avignone per rispondere delle sue usurpazioni ai danni dello Stato Pontificio e di eresia. Nel mese di giugno i pontifici attaccarono Viterbo. In città scoppiarono dei tumulti che furono affogati nel sangue. L'assedio durò fino a luglio quando i pontifici si ritirarono e Giovanni di Vico venne nuovamente scomunicato. Nel mese di agosto conquistò Orvieto, di cui divenne signore, e cercò di ricomporre la faida tra i vari rami dei Monaldeschi.
Nel mese di novembre, tuttavia, l'arrivo del cardinale Egidio Albornoz a Montefiascone provocò delle sollevazioni nel viterbese, che furono prontamente soffocate nel sangue. Per i primi mesi dell'anno successivo Giovanni di Vico imperversò tra Toscana, Umbria e Lazio soccorrendo la fazione ghibellina ovunque ce ne fosse bisogno. Ad agosto l'Albornoz iniziò a braccarlo, inizialmente senza successo. Nel mese di ottobre l'arcivescovo di Milano Giovanni Visconti mandò i suoi emissari per perorare la causa del prefetto presso il cardinale.
Il di Vico, su pressione del Visconti, fece atto d'omaggio al cardinale nei pressi di Orvieto ed accettò il principio secondo il quale doveva restituire le terre che spettavano alla Chiesa e trattenere solo quelle che erano patrimonio di famiglia. Le buone intenzioni però durarono molto poco. Sulla via del ritorno si pentì del trattato e si rifugiò nuovamente a Viterbo.

### La sconfitta
Il 1354, nonostante iniziasse nel migliore dei modi, fu l'anno della sua sconfitta peggiore. A gennaio l'Albornoz si trovava in difficoltà per mancanza di denaro, così le truppe del prefetto poterono imperversare fin sotto Montefiascone e liberare Orvieto dall'assedio pontificio. Ma già a febbraio 10 000 soldati lo attaccarono e lo costrinsero a rinchiudersi in città, dove fece arrestare 86 ricchi guelfi, cui impose il pagamento di un forte riscatto, e fece decapitare molti simpatizzanti del pontefice. A marzo venne nuovamente invitato a comparire ad Avignone, ma, in accordo con il fratello Pietro, che reggeva Viterbo, fecero gridare per strada "viva la Chiesa, morte al prefetto!" in modo da sobillare i guelfi che furono catturati, scacciati dalla città e privati dei beni. La stessa cosa accadde ad Orvieto.
All'arrivo della notizia, l'Albornoz abbandonò la politica della cautela e riaprì le ostilità con più decisione. Incalzato da ogni parte, il prefetto venne sconfitto nei pressi di Orvieto perdendo la maggior parte dei suoi uomini e restando ferito egli stesso. Ad aprile tentò di assalire, sempre senza risultati, Acquapendente e fu costretto nuovamente a rifugiarsi ad Orvieto.
A maggio Giovanni di Vico poteva contare solo su Viterbo, Orvieto e Corneto, difesa dal fratello Ludovico. A metà mese lasciò Orvieto per trasferirsi a Viterbo, dove fu in grado di resistere, tra ribellioni interne ed assalti esterni un altro mese, durante il quale ricevette una nuova scomunica.
Con la conquista di Porta Bove da parte delle milizie pontificie, decise di arrendersi ed inviò un suo emissario presso il cardinale a trattare la pace. Dovette mandare il figlio Battista come ostaggio a Montefiascone e si diresse verso Orvieto, dove lo voleva incontrare il cardinale, che gli impose la rinuncia a tutti i territori occupati. L'Albornoz entrò ad Orvieto in compagnia dei Monaldeschi che ne erano stati espulsi: il di Vico gli si prostrò in ginocchio, confessando pubblicamente la sua fellonia, chiedendo l'assoluzione dalle scomuniche lanciategli da tre papi, confermando di osservare tutti i capitoli riguardanti la resa di Viterbo, di Corneto e delle altre terre, giurando fedeltà e vassallaggio alla Chiesa. Il cardinale lo lasciò genuflesso piuttosto a lungo prima di assolverlo. Dopo pochi giorni il Vico rientrò a Viterbo insieme al figlio Francesco. Nel mese di luglio riconsegnò ufficialmente Viterbo alla Chiesa e fu proclamato governatore di Corneto, carica che resse per 12 anni.

### Il ritorno dell'imperatore
Tuttavia, nel marzo del 1355, scese in Italia l'imperatore Carlo IV di Lussemburgo. Giovanni di Vico ne chiese la protezione ed ottenutala, insieme ai conti di Santa Fiora e di Anguillara, lo accompagnò a Roma per la sua incoronazione. Approfittando della sua assenza Giordano Orsini e Bartolomeo Vitelleschi conquistarono Corneto. Il prefetto, per ritorsione fomentò la ribellione di Viterbo, tentando di impossessarsi del palazzo del governatore. L'anno successivo Giovanni di Vico iniziò nuovamente a sobillare i territori del Patrimonio con l'intento di formare un suo Stato autonomo, ma il ritorno dell'Albornoz pose fine definitivamente alle sue mire. Continuò ad imperversare sporadicamente in Toscana, in Lazio e in Umbria fino a quando, nel 1366, morì in contumacia dalla Chiesa; secondo la tradizione popolare fu ucciso in una congiura.

## Discendenza
Giovanni di Vico ebbe quattro figli:
- Francesco, prefetto di Roma
- Battista
- Annesina
- Tradita.